# Paul Fentener van Vlissingen

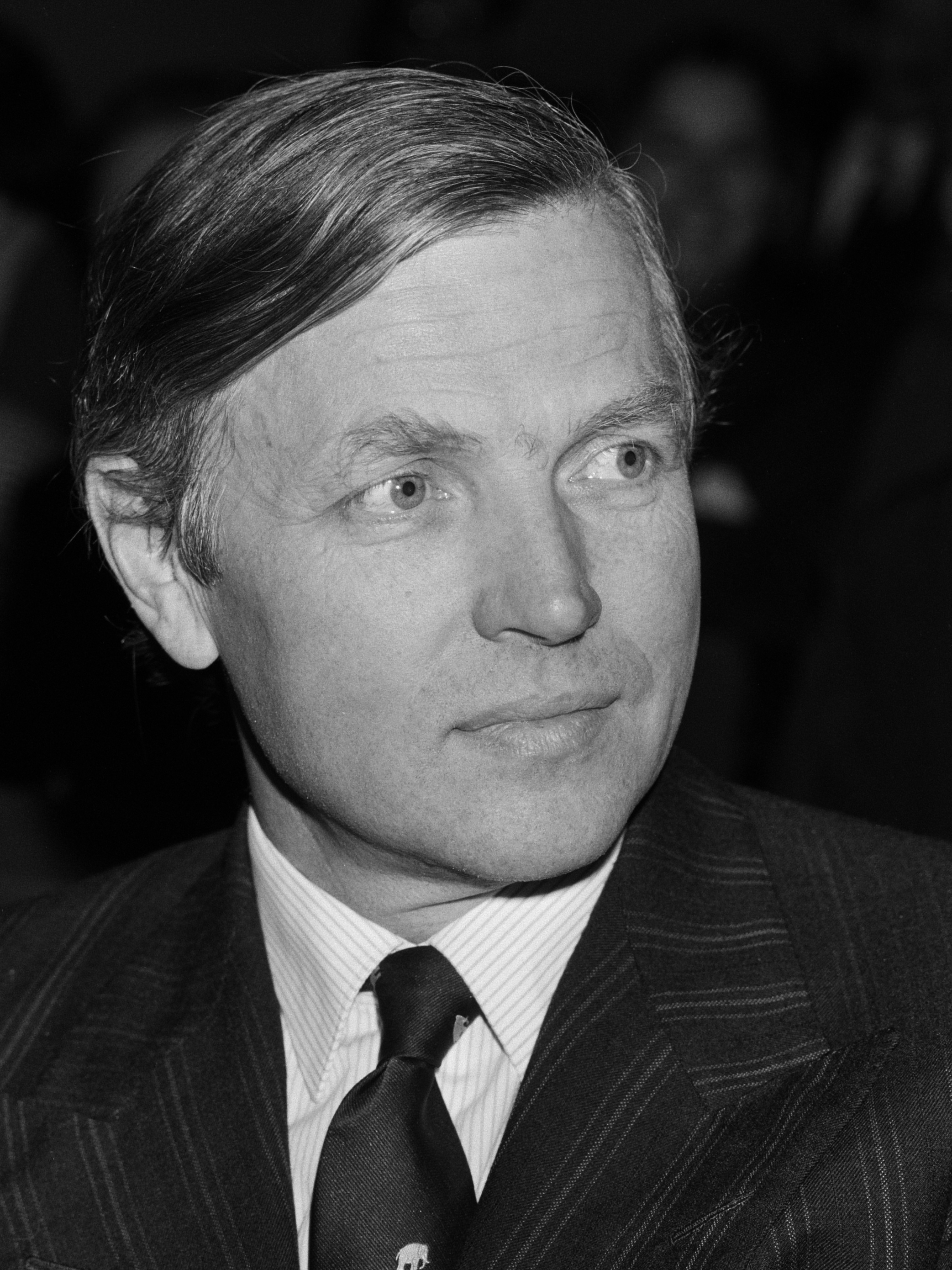
Paul Fentener van Vlissingen (1989)

Paul Fentener van Vlissingen (Utrecht, 21 maart 1941 - Langbroek, 21 augustus 2006) was een Nederlandse ondernemer, columnist, publicist, natuurbeschermer en filantroop.
Hij was een telg uit de patriciaatsfamilie Van Vlissingen die tot de rijkste families van Nederland behoort. Het gehele familiekapitaal wordt door het zakenblad Quote geschat op 9,2 miljard euro; het vermogen van Fentener van Vlissingen zelf op 1,4 miljard euro. Zijn oudere broers Frits (1933-2006) en John (1939) staan ook hoog in de Quote-lijst. In 2004 ontving hij in Utrecht een eredoctoraat van de Universiteit Nimbas.
Zijn broer Frits overleed plotseling in maart 2006. Paul Fentener van Vlissingen overleed vijf maanden later op 65-jarige leeftijd aan pancreaskanker.

## Ondernemer
Fentener van Vlissingen was lange tijd topman van de Steenkolen Handels-Vereeniging (SHV); tot 2005 was hij er president-commissaris. Dit grootste familiebedrijf van Nederland, is onder meer actief in de handel in en de distributie van energie en consumptiegoederen. Bij het grote publiek is de zelfbedieningsgroothandel Makro, die per 1 januari 1998 werd verkocht, waarschijnlijk het meest bekende bedrijfsonderdeel, doordat de vestigingen het doelwit waren van aanslagen die door RaRa werden opgeëist.

## Auteur
In 1995 schreef hij het boek Ondernemers zijn ezels: beschouwingen over het werken binnen de top van een groot internationaal opererend familiebedrĳf, met aandacht voor thema's als management, internationalisering, decentralisatie en bedrĳfsfilosofie.
In 2002 kwam de bundel Overstekende ezels uit, met columns die eerder gepubliceerd werden in Het Financieele Dagblad (30 oktober 2000 tot 15 januari 2002). Hierin filosofeert hij over zowel ondernemerschap als corruptie, en over ambitie, de euro, geld, eerlijkheid, verandering en succes.
Daarnaast heeft Fentener van Vlissingen onder meer een fotoboek gemaakt over de met uitsterven bedreigde wilde buffels in Zuid-Afrika: Africa revisited (2001). Vanaf de jaren negentig werkte hij voor zijn boeken nauw samen met grafisch ontwerpster Irma Boom.

## Liefdadigheid
Na zijn actieve loopbaan in het zakenleven richtte hij zich op zijn liefde voor de natuur. Met zijn stichting African Parks Conservation (tegenwoordig African Parks Network) wilde hij verwaarloosde natuurparken gaan beheren en mensen in Afrika aan een baan helpen. Fentener van Vlissingen paste zijn verlichte denkbeelden vooral toe op natuurbehoud in het algemeen en op het Marakele-wildpark in Zuid-Afrika in het bijzonder. Maar ook de kankerbestrijding en verschillende Nederlandse culturele fondsen konden op zijn steun rekenen.

## Over Paul Fentener van Vlissingen
- 'Filosoof-Miljardair, de ongeautoriseerde biografie van Paul Fentener van Vlissingen', door Mathijs Smit. Uitgeverij Bert Bakker, 2011. 364 pagina's ISBN 9035135814
- Paul Fentener van Vlissingen, 'Hoop op Gratie. Een reisverslag' (1980)
- 'In het nieuws - Paul Fentener van Vlissingen, SHV - Na 37 jaar neemt president-commissaris Paul Fentener van Vlissingen afscheid van het grootste familiebedrijf van Nederland.' In: FEM Business (2005), afl. 21, p. 12-13 (2)
- 'Paul Fentener van Vlissingen - Interview met de terugtredende president-commissaris van SHV. Over graaicultuur aan de top, de vloek van de industriële revolutie en het redden van de wereld. "Ik heb eerst mijn eigen centen verdiend, nu wil ik iets terugdoen voor de planeet".' In: Quote: een ondernemend magazine 20 (2005), afl. 3, p. 56-63 (8)
- Ontwerper & opdrachtgever: Harry N. Sierman & Querido, Reynoud Homan & Wim Quist, Irma Boom & Paul Fentener van Vlissingen [samenstelling, tekst en interviews: Mathieu Lommen; tekstbijdragen: Judith Belinfante ... et al.]. Amsterdam, 2005. Publ. bij de gelijknamige tentoonstelling in de Universiteitsbibliotheek Amsterdam van 11 februari t/m 29 april 2005
- Paul Fentener van Vlissingen [Beeld & Geluid]. Interview Jan Tromp; prod. Marie-Louise van Agtmael; regie Wouter van Praag; eindred. Geerten van Empel, Wouter van Praag. Hilversum: IKON. Reeks: De toekomst [; 16]. Videoversie van het gelijknamige televisieprogramma, uitgezonden 20 april 1995. Nederlands gesproken. Omvang: (ca. 25 min.)
- Yoeri Albrecht, 'Ik probeer te laten zien hoe bevoorrecht ik ben'. In: Volkskrant magazine nr. 325 (03.06.2006), p. 8-12 (Interview)
- De Daily Mail schreef in 2007 een artikel over zijn nalatenschap : https://www.dailymail.co.uk/news/article-438781/To-lovers-happily-shared-I-leave-4m-To-mother-children--nothing.html